# Station Fexhe-le-Haut-Clocher
Station Fexhe-le-Haut-Clocher is een spoorwegstation langs spoorlijn 36 (Brussel-Luik) in de gemeente Fexhe-le-Haut-Clocher. Het is nu een stopplaats.
Vroeger vertrok hier spoorlijn 36A (Fexhe-le-Haut-Clocher - Kinkempois)

## Treindienst
| Serie       | Treinsoort          | Route                                                                         | Bijzonderheden                                 |
| ----------- | ------------------- | ----------------------------------------------------------------------------- | ---------------------------------------------- |
| S 44        | S-trein Luik (NMBS) | Landen – Borgworm – Momalle – Fexhe-le-Haut-Clocher – Luik-Guillemins – Wezet | Rijdt in het weekend Landen - Luik-Guillemins. |
| P 7375      | Piekuurtrein (NMBS) | Landen – Fexhe-le-Haut-Clocher – Luik-Guillemins                              | Rijdt alleen op werkdagen.                     |
| P 7490/8490 | Piekuurtrein (NMBS) | Borgworm – Fexhe-le-Haut-Clocher – Luik-Guillemins                            | Rijdt alleen op werkdagen.                     |

## Reizigerstellingen
De grafiek en tabel geven het gemiddeld aantal instappende reizigers weer op een week-, zater- en zondag.
| Tabel: aantal instappende reizigers station Fexhe-le-Haut-Clocher | Tabel: aantal instappende reizigers station Fexhe-le-Haut-Clocher | Tabel: aantal instappende reizigers station Fexhe-le-Haut-Clocher | Tabel: aantal instappende reizigers station Fexhe-le-Haut-Clocher |
|                                                                   | Weekdag                                                           | Zaterdag                                                          | Zondag                                                            |
| ----------------------------------------------------------------- | ----------------------------------------------------------------- | ----------------------------------------------------------------- | ----------------------------------------------------------------- |
| 1977                                                              | 226                                                               | 37                                                                | 45                                                                |
| 1978                                                              | 207                                                               | 52                                                                | 29                                                                |
| 1979                                                              | 202                                                               | 42                                                                | 34                                                                |
| 1980                                                              | 181                                                               | 31                                                                | 32                                                                |
| 1981                                                              | 166                                                               | 48                                                                | 28                                                                |
| 1982                                                              | 152                                                               | 57                                                                | 31                                                                |
| 1983                                                              | 160                                                               | 45                                                                | 29                                                                |
| 1984                                                              | 151                                                               | 23                                                                | 24                                                                |
| 1985                                                              | 147                                                               | 17                                                                | 26                                                                |
| 1986                                                              | 139                                                               | 20                                                                | 25                                                                |
| 1987                                                              | 147                                                               | 17                                                                | 12                                                                |
| 1988                                                              | 164                                                               | 23                                                                | 25                                                                |
| 1989                                                              | 145                                                               | 28                                                                | 18                                                                |
| 1990                                                              | 131                                                               | 20                                                                | 14                                                                |
| 1991                                                              | 131                                                               | 25                                                                | 25                                                                |
| 1992                                                              | 132                                                               | 27                                                                | 19                                                                |
| 1993                                                              | 150                                                               | 28                                                                | 18                                                                |
| 1994                                                              | 147                                                               | 25                                                                | 6                                                                 |
| 1995                                                              | 117                                                               | 22                                                                | 10                                                                |
| 1996                                                              | 155                                                               | 6                                                                 | 11                                                                |
| 1997                                                              | 165                                                               | 9                                                                 | 7                                                                 |
| 1998                                                              | 143                                                               | 12                                                                | 14                                                                |
| 1999                                                              | 116                                                               | 17                                                                | 16                                                                |
| 2000                                                              | 150                                                               | 20                                                                | 15                                                                |
| 2001                                                              | 147                                                               | 18                                                                | 10                                                                |
| 2002                                                              | 158                                                               | 21                                                                | 22                                                                |
| 2003                                                              | 153                                                               | 12                                                                | 11                                                                |
| 2004                                                              | 171                                                               | 26                                                                | 12                                                                |
| 2005                                                              | 163                                                               | 33                                                                | 16                                                                |
| 2006                                                              | 206                                                               | 26                                                                | 20                                                                |
| 2007                                                              | 167                                                               | 20                                                                | 22                                                                |
| 2008                                                              | -                                                                 | -                                                                 | -                                                                 |
| 2009                                                              | 147                                                               | 29                                                                | 13                                                                |
| 2010                                                              | -                                                                 | -                                                                 | -                                                                 |
| 2011                                                              | -                                                                 | -                                                                 | -                                                                 |
| 2012                                                              | 162                                                               | 28                                                                | 13                                                                |
| 2013                                                              | 151                                                               | 26                                                                | 15                                                                |
| 2014                                                              | 139                                                               | 16                                                                | 15                                                                |
| 2015                                                              | 132                                                               | 28                                                                | 35                                                                |
| 2016                                                              | 148                                                               | 25                                                                | 28                                                                |
| 2017                                                              | 138                                                               | 28                                                                | 23                                                                |
| 2018                                                              | 147                                                               | 20                                                                | 17                                                                |
| 2019                                                              | 140                                                               | 29                                                                | 16                                                                |
| 2020                                                              | 134                                                               | 27                                                                | 22                                                                |
| 2021                                                              | -                                                                 | -                                                                 | -                                                                 |
| 2022                                                              | 135                                                               | 32                                                                | 28                                                                |
| 2023                                                              | 180                                                               | 41                                                                | 32                                                                |
| 2024                                                              | 166                                                               | 34                                                                | 34                                                                |

0,0: Brussel-Noord ·
2,4: Schaarbeek ·
5,5: Haren-Zuid ·
7,0: Diegem ·
9,4: Zaventem ·
12,0: Nossegem ·
14,7: Kortenberg ·
16,1: Zavelstraat ·
17,8: Erps-Kwerps ·
19,2: Beisem ·
21,1: Veltem ·
24:0: Herent ·
28,8: Leuven ·
34,1: Korbeek-Lo ·
36,1: Lovenjoel ·
40,0: Vertrijk ·
42,0: Roosbeek ·
44,3: Kumtich ·
47,4: Tienen ·
53,8: Ezemaal ·
57,0: Neerwinden ·
60,7: Landen ·
64,0: Gingelom ·
69,0: Jeuk-Rosoux ·
71,5: Corswarem ·
74,5: Waremme ·
77,2: Bleret ·
79,8: Remicourt ·
83,2: Momalle ·
85,4: Fexhe-le-Haut-Clocher ·
87,8: Voroux-Goreux ·
89,9: Bierset-Awans ·
93,4: Ans ·
94,7: Montegnée ·
97,0: Liège-Haut-Pré ·
99,9: Luik-Guillemins